# União das Cores
Grêmio Recreativo Assistencial e Cultural Escola de Samba União das Cores (GRACES União das Cores) é uma escola de samba da cidade de Juiz de Fora, no estado brasileiro de Minas Gerais.

## História
Está ligada à comunidade do distrito industrial do Milho Branco, que queria brincar o carnaval e resolveu criar um bloco em 1997. Como o bairro tem muitas malharias e tinturarias, os integrantes pediram apoio aos empresários e comerciantes locais, que doaram retalhos, das mais variadas cores para confecção das fantasias. Surgiu assim a idéia de o bloco chamar-se União das Cores. Ironicamente, a escola adotou as cores preto e branco.
De 1997 a 2001, a agremiação desfilou no próprio bairro. Em 2002, começou a apresentar-se nos desfiles competitivos. Em 2008, conquistou o primeiro lugar do Grupo B e, no ano de 2009, desfilou pelo Grupo principal, defendendo o enredo Assombrações – Das 13 naus aos dias atuais, com o qual ficou em 5° lugar, retornando ao Grupo B. 
No ano de 2010, a União das Cores prometia mostrar garra e muita alegria defendendo um enredo que une ecologia e festas populares: Da Fonte à Foz... Viagem pelo Velho Chico.
No ano de 2011 a escola fez uma homenagem a Régis da Vila.

## Segmentos

### Presidentes
| Nome                   | Mandato        | Ref.  |
| ---------------------- | -------------- | ----- |
| Bruno de Souza Pereira | ? - atualidade | [ 1 ] |

### Diretores
| Ano  | Diretor de Carnaval | Diretor geral de harmonia | Mestre de bateria | Ref.  |
| ---- | ------------------- | ------------------------- | ----------------- | ----- |
| 2013 |                     |                           | Chiquinho Gordo   | [ 1 ] |
| 2016 |                     |                           |                   |       |

### Coreógrafo
| Ano  | Nome | Ref. |
| ---- | ---- | ---- |
| 2015 |      |      |
| 2016 |      |      |

### Casal de Mestre-sala e Porta-bandeira
| Ano  | Nome                                 | Ref.  |
| ---- | ------------------------------------ | ----- |
| 2013 | Diogo Salgueiro e Letícia Elegância  | [ 1 ] |
| 2014 | Pedro Figueiredo e Letícia Elegância |       |

### Rainhas de bateria
| Período | Rainha | Madrinha | Ref. |
| ------- | ------ | -------- | ---- |
| 2015    |        |          |      |
| 2016    |        |          |      |

## Carnavais
| Ano  | Colocação   | Grupo     | Enredo | Carnavalesco                     | Intérprete                   | Ref.               |
| ---- | ----------- | --------- | --- | -------------------------------- | ---------------------------- | ------------------ |
| 2002 |             | Avaliação | Amor e paz, eu quero é mais                                                                                              |                                  |                              | [ 2 ] [ 3 ]        |
| 2003 | 5º lugar    | B         | O baile do Rei dos Reinos                                                                                                |                                  |                              | [ 2 ] [ 3 ]        |
| 2004 |             | Avaliação | Eldorado, Um Sonho Encantado                                                                                             | Romeu Biazollo                   |                              | [ 2 ] [ 3 ]        |
| 2005 | Campeã      | Avaliação | A vida seria mais triste se você não existisse                                                                           | Romeu Biazollo                   |                              | [ 3 ] [ 4 ] [ 5 ]  |
| 2006 | 7º lugar    | B         | Viroca um turbilhão de luz que este samba traduz                                                                         | Romeu Biazollo Waltencir Barbosa |                              | [ 3 ] [ 6 ]        |
| 2007 | Campeã      | Avaliação | É doce ser criança | Júlio Meurer e Léo Barroso       |                              | [ 3 ] [ 7 ] [ 8 ]  |
| 2008 | Campeã      | B         | Olha só o que é que deu Compositores:Cléber do Cavaco, Tinem, Pelé Dramático, Baixinho Dayana                            | Júlio Meurer e Léo Barroso       |                              | [ 3 ] [ 9 ] [ 10 ] |
| 2009 | 5º lugar    | A         | Assombrações das 13 Naus, aos dias atuais compositores: Ailton Damião, Amilton Damião e Gilmar Dutra                     | Dioamario de Deus                |                              | [ 11 ] [ 12 ]      |
| 2010 | Vice-campeã | B         | Da Fonte à Foz... Viagem pelo Velho Chico compositores: Ailton Damião, Amilton Damião e Gilmar Dutra                     | Diomario de Deus                 |                              | [ 13 ] [ 14 ]      |
| 2011 | 4º lugar    | B         | Do ouro de um castelo, se fez a prata da casa Compositores: Ailton Damião, Amilton Damião, Luca do Cavaco, Gilmar Dutra. | Jakson Almeida                   | Márcio Moreno e Gilmar Dutra | [ 15 ] [ 16 ]      |
| 2012 | 6º lugar    | B         | Sou feliz, ninguém mais feliz que eu, Bahia, o senhor do Bonfim me atendeu                                               | Beto Dutra                       |                              | [ 17 ] [ 18 ]      |
| 2013 | 4º lugar    | B         | Em ritmo de carnaval, a União das Cores se encanta e canta o Nordeste do Brasil                                          | Claudinha Dazini                 | Aice NP e Lincoln            | [ 1 ]              |
| 2014 | 5º lugar    | B         | Obá, kaô, kabecilê, rei de Oyô                                                                                           | Claudinha Dazini                 |                              | [ 19 ]             |
| 2015 | Campeã      | C         | É Carnaval! Compositores:Ailton Damião, Amilton Damião, Gilmar Dutra.                                                    | Diomario de Deus                 |                              |                    |
| 2017 | 5º lugar    | B         | Ao cair da noite na floresta encantada                                                                                   | Diomario de Deus                 |                              |                    |